# Martin Stugart

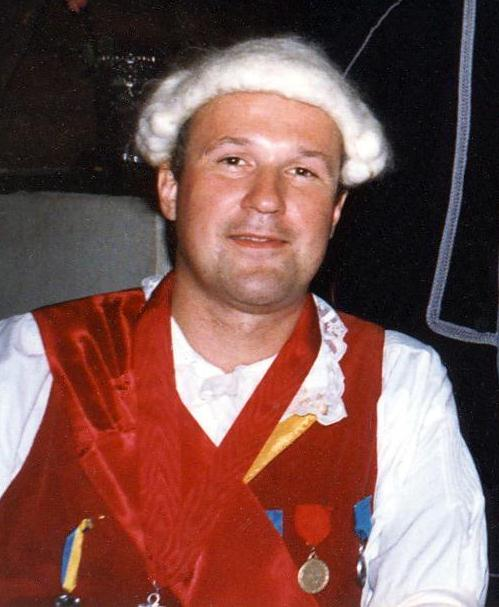
Stugart i Bellmanhuset på Urvädersgränd den 19 augusti 1986.

Jan Martin Stugart, född 5 mars 1949 i Stockholm, är en svensk journalist och författare. 
Martin Stugart anställdes på Dagens Nyheter 1972. Stugart är Stockholmskännare, och hade egen spalt i tidningen där han svarade på läsarfrågor om stockholmiana och stadens historia. Han är även vissångare, ciceron på Bellmanhuset och är aktiv i sällskapet Par Bricole – som ledamot och som sällskapets ordensskald. 
Martin Stugart har belönats med kungens medalj av åttonde storleken för sina insatser inom historia, kultur och folkbildning.